# Famille Palugyay
Palugyay de Nagy-Palugya et Bodafalva (hu) (en hongrois: nagypalugyai és bodafalvi Palugyay) est le patronyme d'une ancienne famille de la noblesse hongroise.

## Origines
L'ancêtre de la famille  est László (fl. 1240-1283), probablement issu du clan Hont-Pázmány (en), mentionné dans une charte du 20 août 1283 du roi Ladislas IV qui fait don à son fils Boda (fl. 1282-1318) d'un domaine qui borde celui de Kis-Palugya en récompense de ses propres mérites, mais également en dédommagement de la mort de frère son frère Egyed par les mongoles en 1282. Ce domaine est mentionné pour la première en 1314 sous le nom de Bodafalva (hu) et une église y est construite vers 1370. Boda est l'ancêtre de la famille Boda de Bodafalva (à ne pas confondre avec la famille Both de Bodfalva). La famille Boda s'éteinte au cours du XVe siècle et leurs domaines de Bodafalva, Kis-Palugya, Köves-Poruba et Pál-Lehota passent à leurs cousins Palugyay. Le troisième fils de László est Péter (fl. 1240-1286) qui reçoit en 1286 le domaine de Kis-Palugya. Il est l'ancêtre de la famille Palugyay. Ses descendants reçoivent en 1317 le domaine de Nagy-Palugya (Grand Palugya) de la part du roi Charles Robert de Hongrie. Ces domaines sont restés propriété de cette famille jusqu'en 1848. 
Certains de ses membres de cette famille vivent de nos jours à Bratislava, bien que la majorité ait rejoint la Hongrie.

## Membres notables
- András I Palugyay (fl. 1286-1350), maître, notaire du főispán de Zólyom Demeter (1286) puis protonotaire (1293), il devient gouverneur de la forteresse (várnagy) et főispán du comitat d'Árva (1307). Seigneur de  Kispalugya (1286), fils de Péter (fl. 1240-1286).
- Ferencz Palugyay, alispán (vice-comte suprême) du comté de Liptó à la fin du XVIe siècle, trésorier du comté et de la ville de Pozsony.
- Ferencz Palugyay (fl. 1618-1635), commissaire du gouvernement à la correction des frontières avec la Pologne.
- Pongrác Palugyay, alispán du comté de Liptó (1637-1644).
- Boldizsár  Palugyay (fl. 1610), juge des nobles du comté de Hont.
- Gábor Palugyay (†1680), vérificateur des biens et domaines appartenant à la Chambre de Hongrie (1660), trésorier royal (pénztárnok) (1662), conseiller à la Chambre de Szepes, administrateur de l'archidiocèse de Verebélyi et szentgyörgyi (1698-1699).
- Zsigmond  Palugyay, commissaire principal de guerre en 1705 sous Miklós Bercsényi, célèbre général Kuruc puis membre de la Table royale en 1730.
- baron Imre Palugyay, (1780-1858), évêque de l'Archidiocèse de Košice puis de Nyitra.
- Imre Palugyay (1792°), alispán de Liptó.
- Imre Palugyay (hu) le jeune (1818-1866), statisticien, historien du droit, alispán, conseiller impérial et membre de l'Académie hongroise des sciences.
- Zoltán Palugyay (1898-1935), artiste peintre.
- Jakab von Palugyay (1819-1886). Il est l'un des plus célèbres restaurateurs et négociants en vin de la Hongrie de son temps, apprécié notamment par plusieurs princes et membres de la famille régnante. Propriétaire du château Paluguay, du "Au Café" à partir de 1849, qu'il élève au rang de restaurant gastronomique en 1896, et de l'Hôtel Savoy et Palugyay (futur Carlton) (sk) à partir de 1857, il était fournisseur de la Cour impériale et royale (1868), croix d'Or avec couronne de la Croix du Mérite (1866), chevalier de l'Ordre de François-Joseph (1873) et de l'Ordre de la Croix de Takovo (1882)[2].
- József Palugyay (1846-1915), fils du précédent. Conseiller de la Cour (udvari tanácsos), négociant, il étudie en France la fabrication des vins mousseux. Chevalier de l'Ordre de François-Joseph, de l'Aigle rouge et de Léopold de Belgique. Petit-neveu de l'évêque Irme Palugyay.
- Ferenc Palugyay (Pozsony, 1878 - 1953, Genève), haut fonctionnaire, consul du Mexique à Bratislava (1908), "conseiller principal du gouvernement" (kormányfőtanácsos). Chevalier de l'Ordre de François-Joseph. Fils du précédent.
- József Palugyay (1890, Pozsony - 1954, Vienne), professeur de médecine. Frère du précédent.
- baron Farkas Palugyay (1898-?), producteur de cinéma.
- baron Miklós Palugyay(1900-?), producteur de cinéma.
- Móric Palugyay (1871°), économiste, alispán puis főispán (1906) de Liptó, parlementaire (Parti de l'indépendance hongrois)[3].
- Andrej Hlinka, prêtre et nationaliste slovaque affirme dans un plaidoyer de 1908 devant la Cour d'assises de Presbourg, que dans le comitat de Liptó les services étaient répartis comme suit :  Maurice de Palugyay, préfet du comitat (főispán), Jules de Palugyay, sous-préfet (alispán), Armand de Palugyay, directeur du service des orphelins, Arpad de Palugyay, notaire du comitat, Caspar de Palugyay, greffier, Aladar de Palugyay, castellan, Jean de Palugyay, employé au service des orphelins, Louis de Palugyay, employé du sous-préfet, Paul de Palugyay, juge[4].

### En France
- Gabriel de Palugyay né Palugyay Gábor (1688, Liptó - 1773, Ensisheim, Haut-Rhin)[5],[6]. Il est le fils de Mihály Palugyay, notaire du  comté de Liptó. Admis dans la compagnie des cadets gentilshommes du prince François II Rákóczi, il est par la suite lieutenant au régiment de hussards de Bercheny dès sa formation, capitaine en 1730, chevalier de l'Ordre royal et militaire de Saint-Louis en 1740 et lieutenant-colonel en 1744 au Bercheny puis au régiment Turpin (1748). Retraité en 1755. Il épousa Rosine Sautier, fille d'un bourgeois de Ensisheim en 1736.
- Jean-Gabriel-Ignace-Félix de Palugyay (1741, Ensisheim - 1827), dit comte de Palugyay, fils du précédent. Lieutenant. Anti-révolutionnaire, nommé commandant du château de Villefranche en 1793, il est défait la même année plus ou moins volontairement par les troupes espagnoles. Il se met au service de l'Espagne et devient officier de la Place de Palma de Majorque où il demeure jusqu'à la Restauration avant de rentrer en France[7].
- István Palugyay[8], lieutenant, chevalier de Saint-Louis.

## Galerie

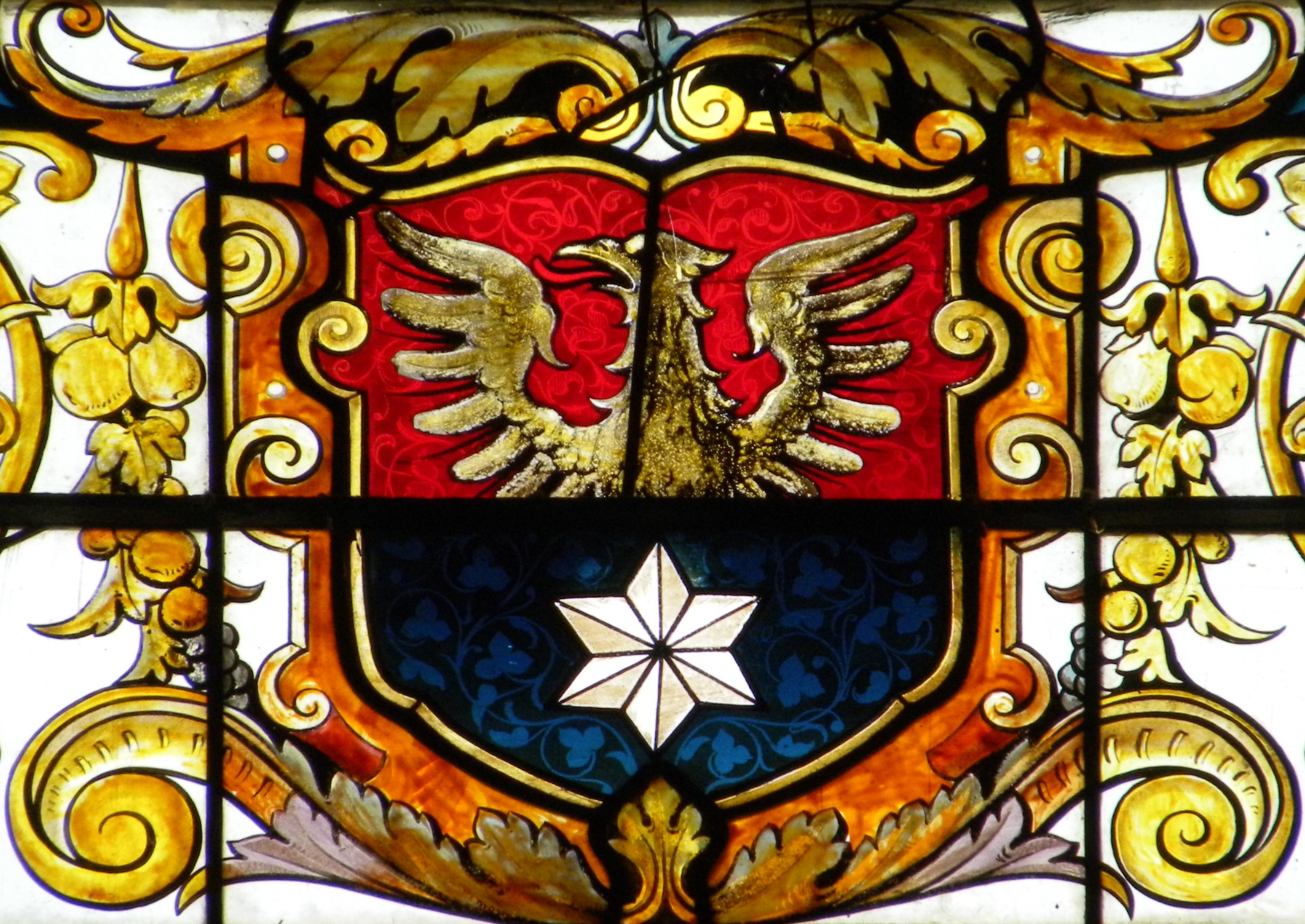
Vitrail des armoiries de Ferenc Palugyay en l'église Saint-Ladislaus de Bratislava
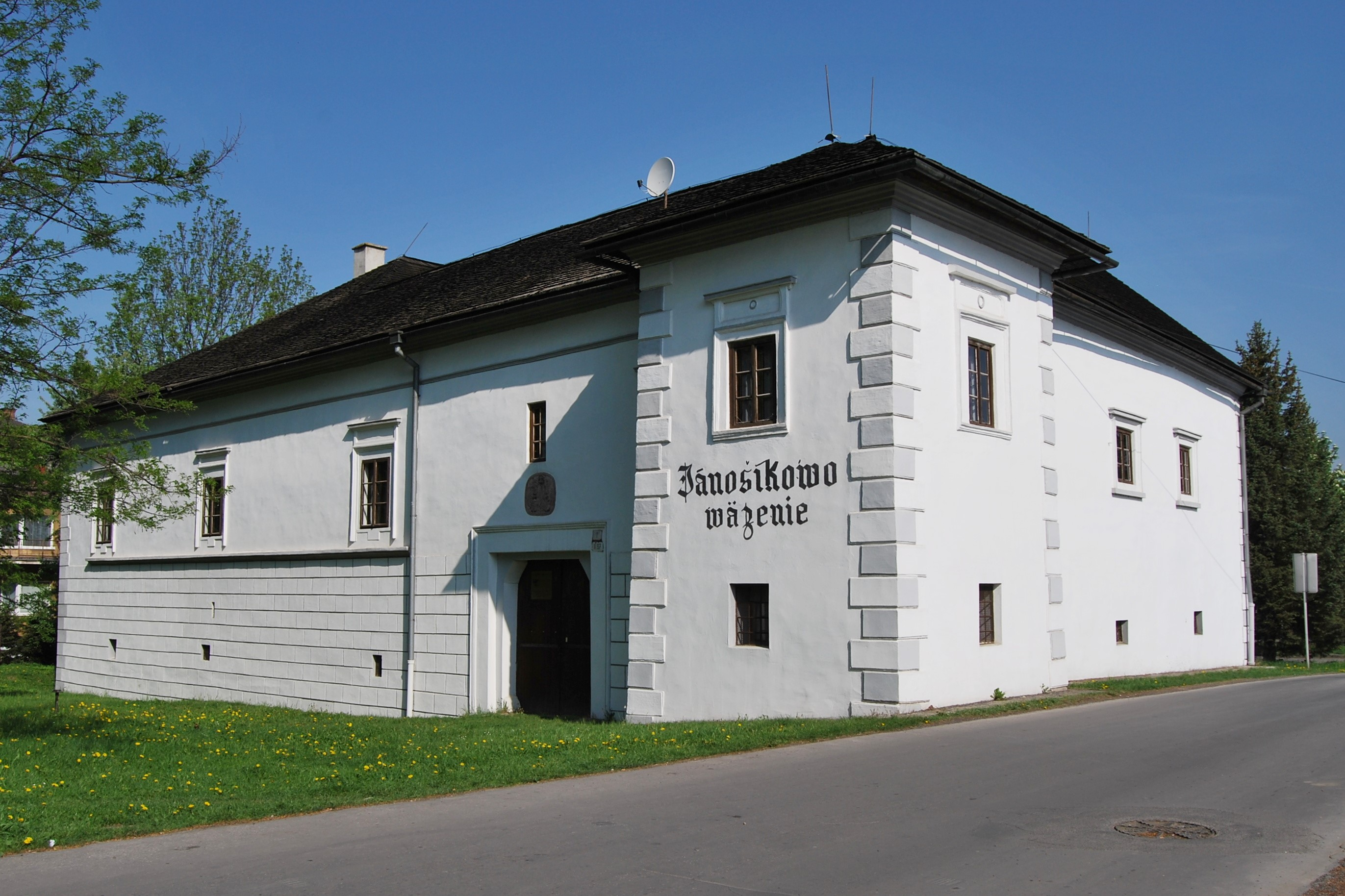
Manoir "Vranovo", Palúdzka, Slovaquie
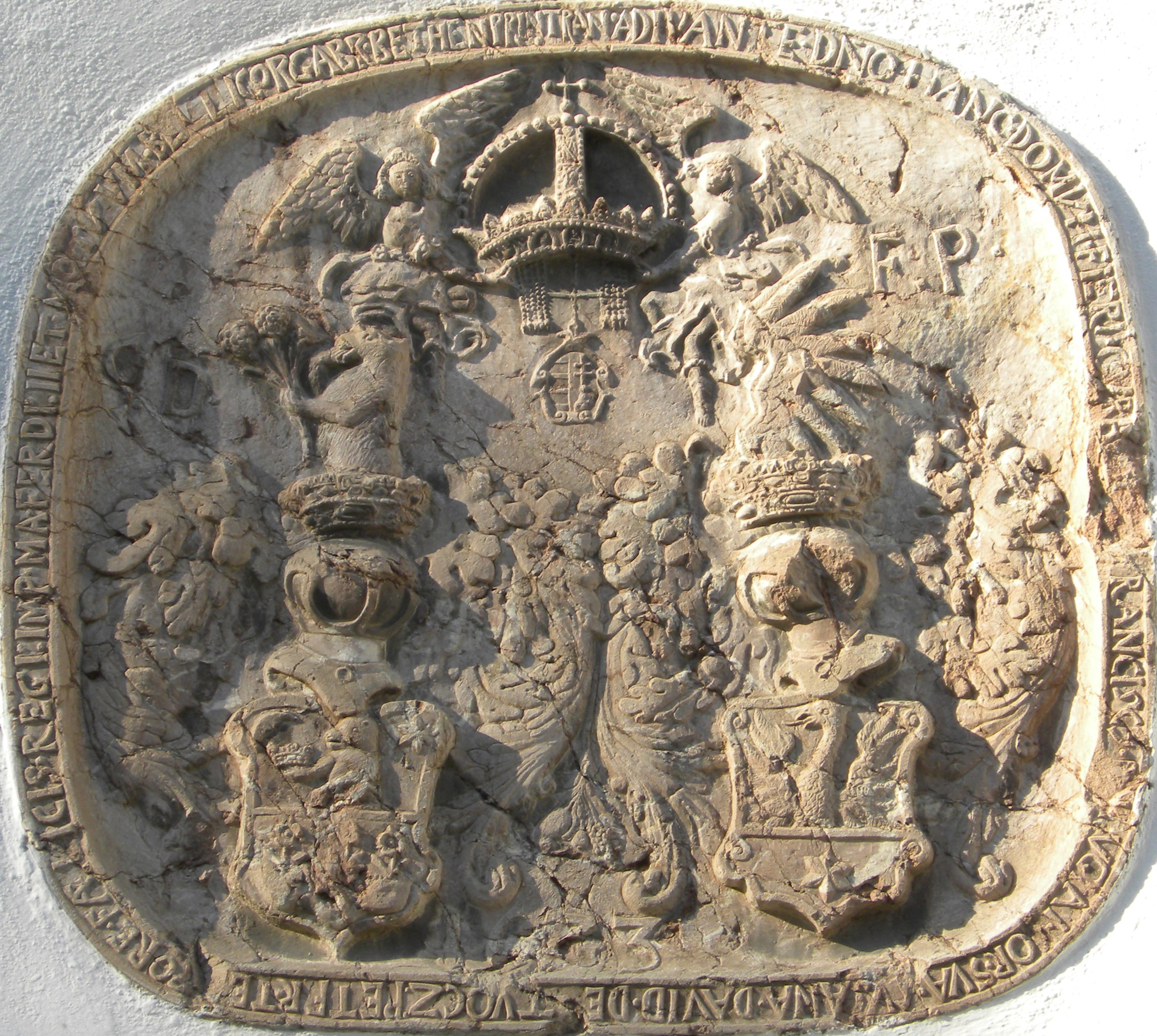
Armoiries de Ferenc Palugyay et de son épouse Zsuzsanna Dávid, façade du précédent manoir
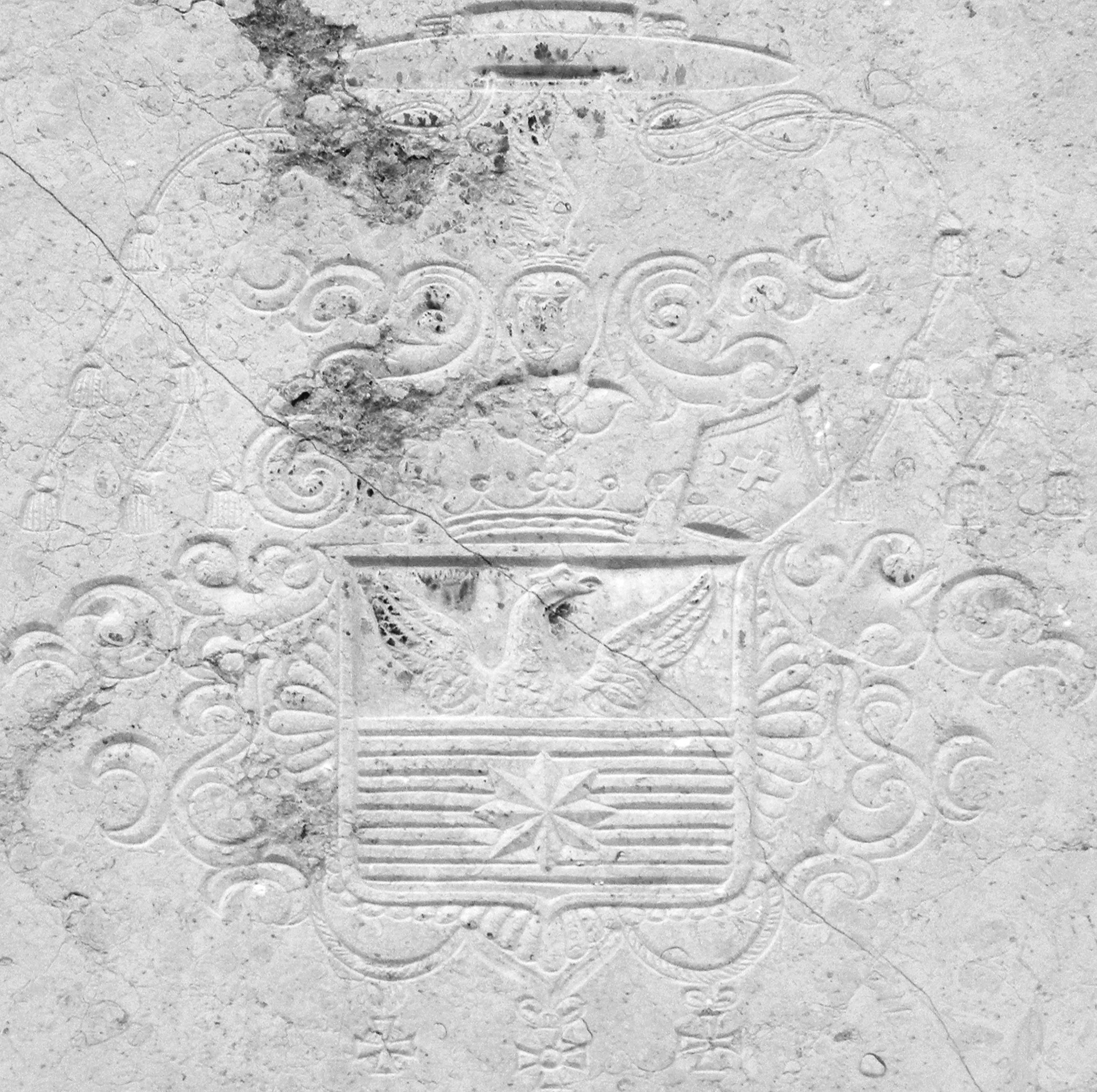
Plaque commémorative aux armes de Mgr Imre Palugyay, façade de la chapelle Saint-Jean Népomucène, Palúdzka
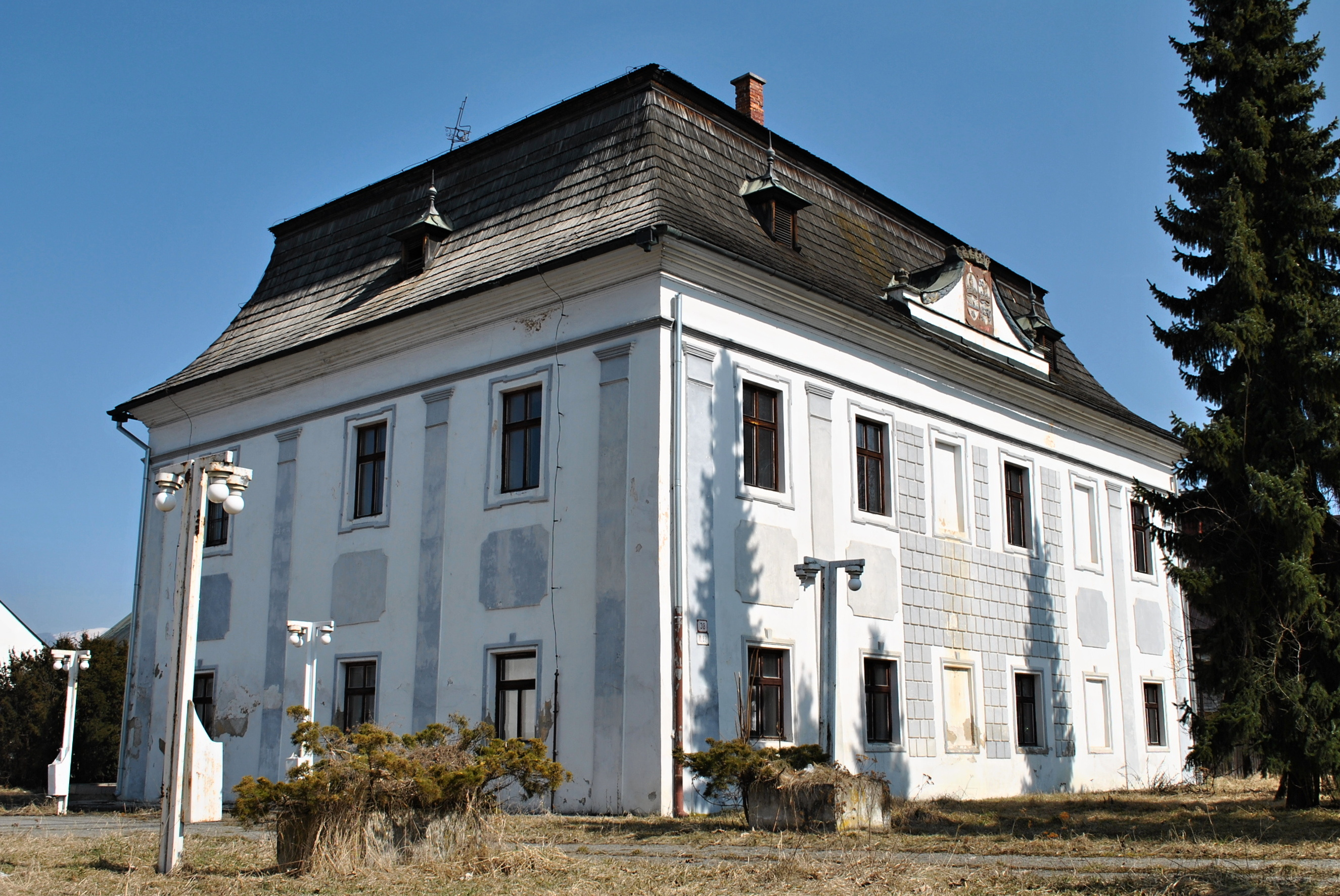
manoir "Bocian", Palúdzka
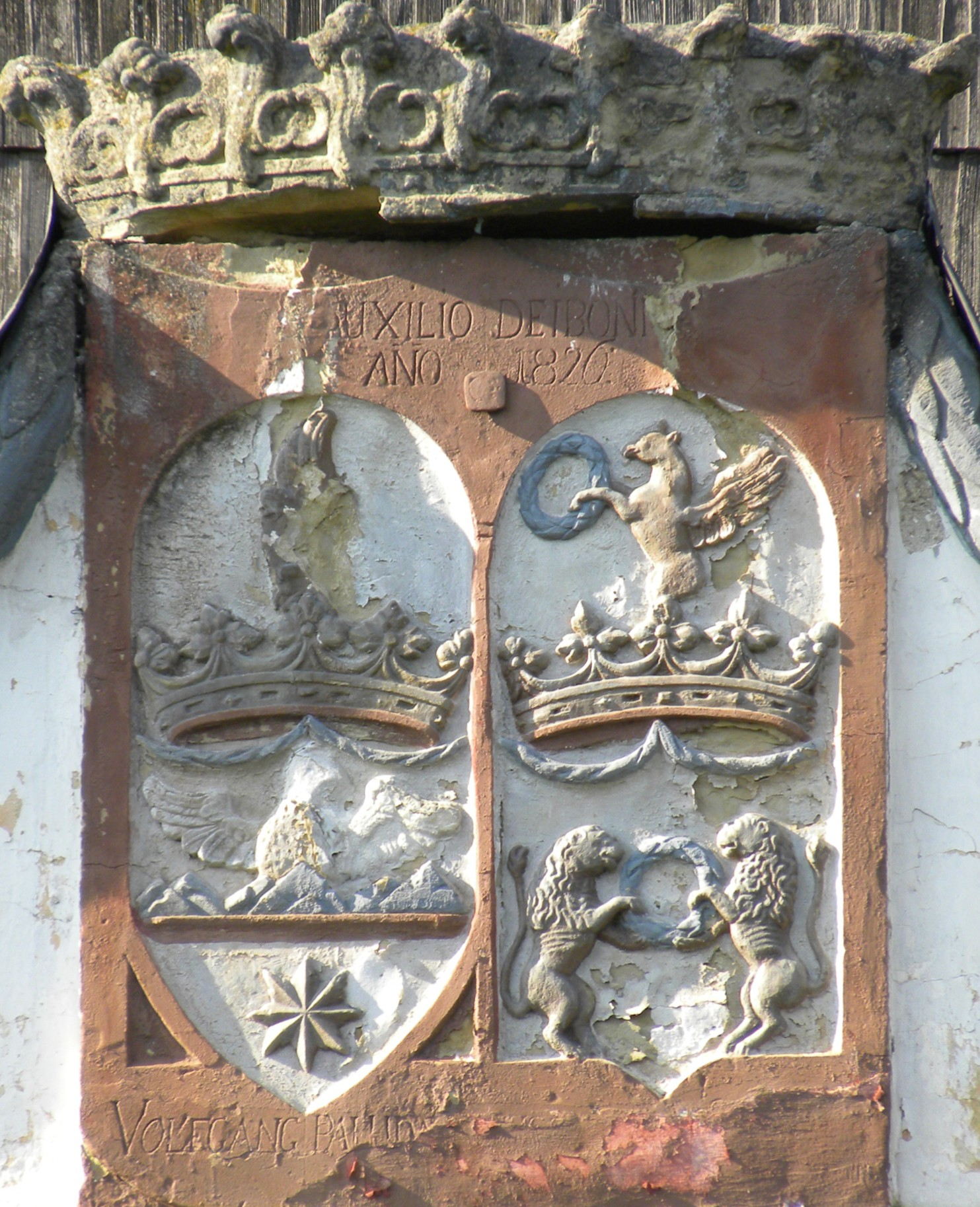
Armoiries de Farkas Palugyay et de son épouse Johana Pletrich, facçade du précédent manoir
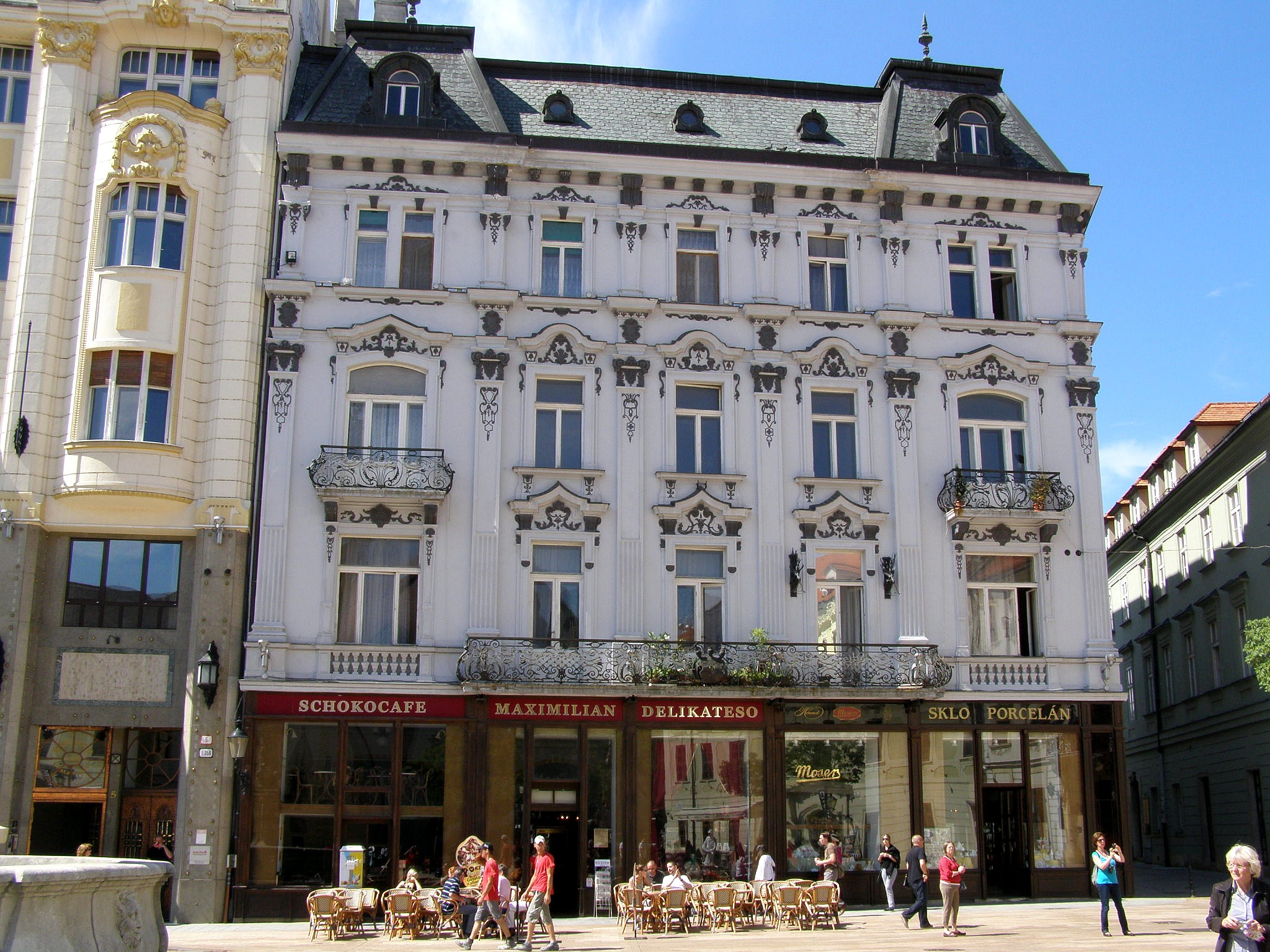
L'ancien palais Palugyay, Hlavné námestie, Bratislava (en), 1882-1883
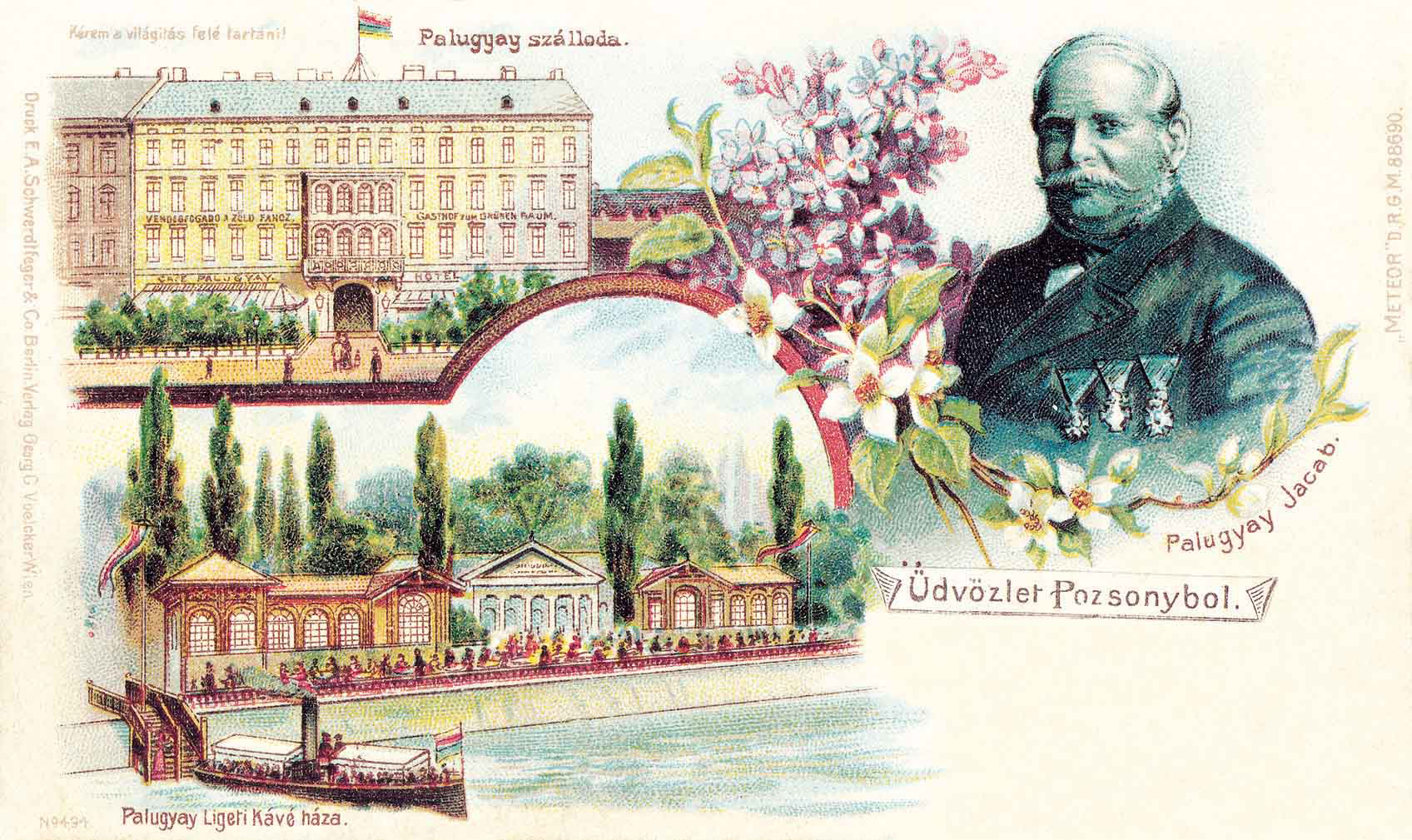
Carte postale "Bienvenue à Pozsony", en l'honneur de Jakab Palugyay, avec l'Hôtel Savoy et Palugyay et le Café. Fin XIXe siècle
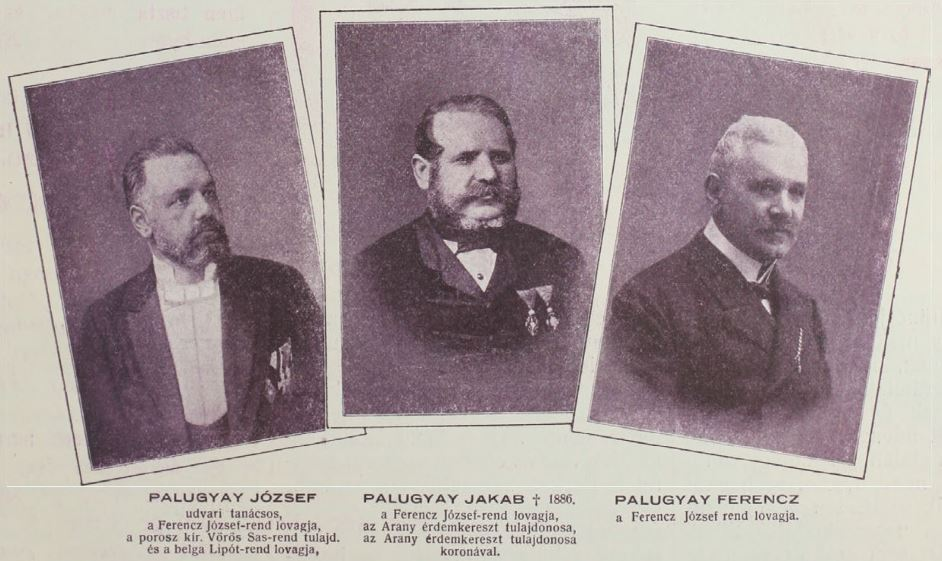
Portrait de Jakab Palugyay encadré par son fils Jozsef et son petit-fils Ferenc. Journal des Restaurateurs, 1912 ("Vendéglősök Lapja")
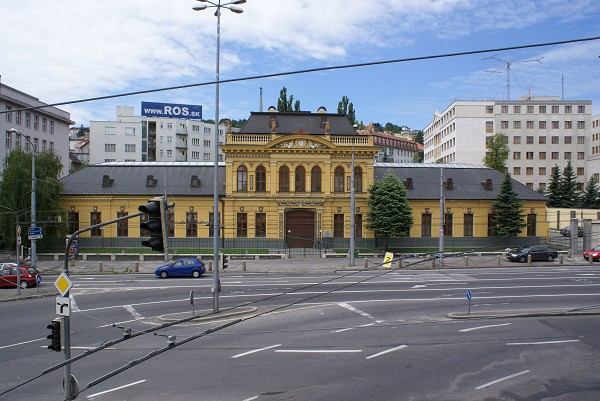
Palais Palugyay, Bratislava
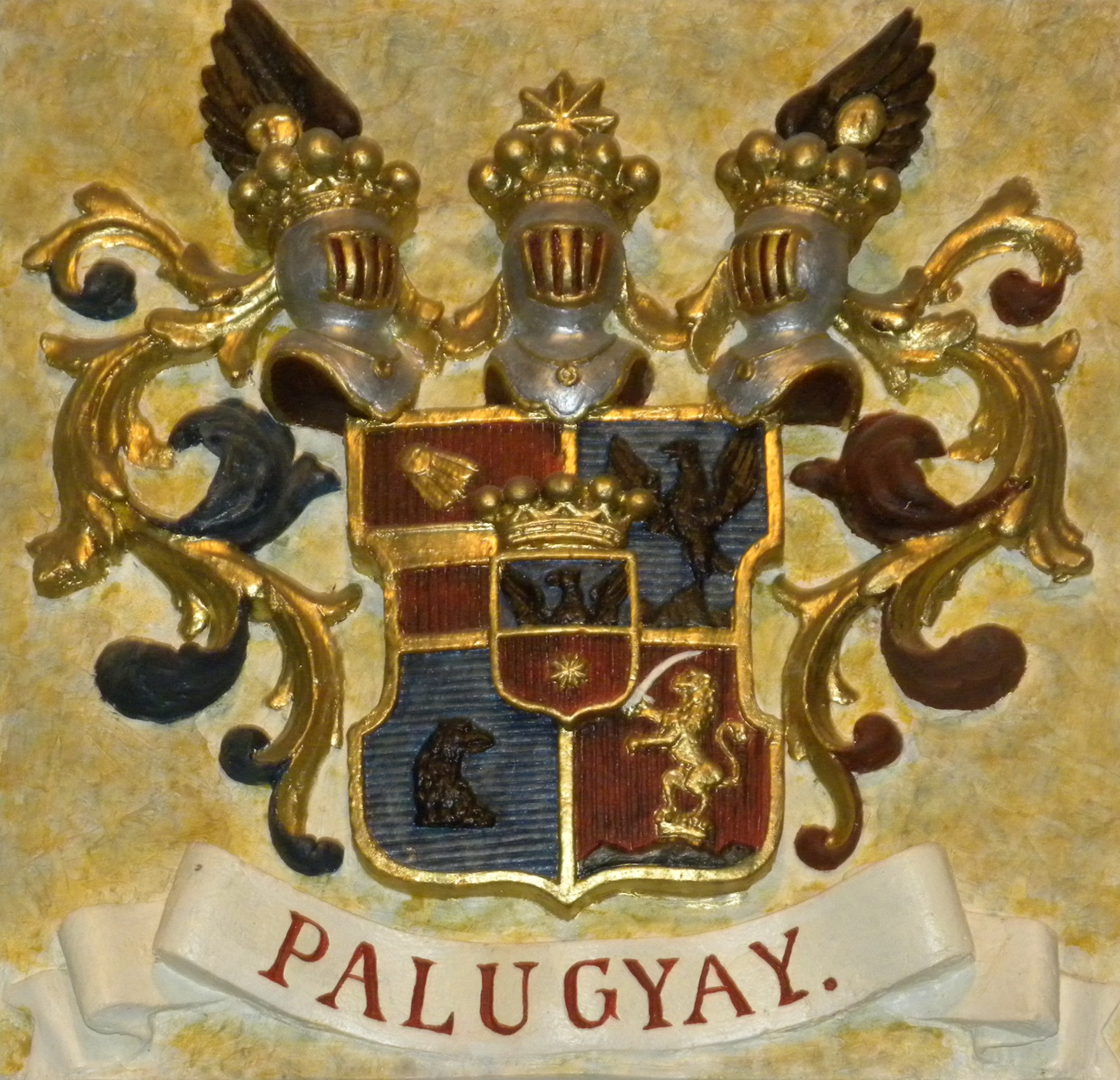
Grandes armes de la famille Palugyay, cave du palais Palugyay, rue Štefánikova, Bratislava

## Quelques alliances
Pongracz de Szentmiklos (1600, ca 1650), Berenyi (ca 1630), Megyery (ca 1685), Szechenyi (1697), Berzeviczy (ca 1678), Okolicsányi (ca 1650)

## Possessions
Kis-Palugya (1285-1848), Nagy-Palugya (1317-1848), Bodafalu/Bodice, Cserenye (XVe), Oróc (XVIe-XVIIe siècle), Nagytárkány (fin XVIe-XVIIe), Bély (XVIe), ...

## Château Paluguay
Le Château Paluguay est un domaine viticole près de Presbourg fondé vers le milieu du XVIIIe siècle par la famille Palugyay qui donna des vins estimés.

## Autre
- Palais Palugyay, Bratislava, 1873–1879, voir le Château Paluguay.
- Palais Palugyay (sk), Bratislava (voir photo). Créé par l'architecte Viktor Rumpelmayer (en) dans le style éclectique en 1882-1883 pour Ferenc Palugyay. Hlavné námestie, Bratislava (en).
- Château Palugyay à Kispalugya, érigé au milieu du XVIIIe siècle.
- L'Hôtel Radisson SAS Carlton (sk), ancien Hôtel Palugyay, fut nommé Carlton en l'honneur de ses anciens propriétaire : Karol/Carl Palugyay et son épouse Antónia (Ton, du diminutif Tonka). Il accueillit depuis sa création de nombreuses personnalités de premier plan : Nobel, Roosevelt, Einstein, Rubinstein, Masaryk, Petőfi, Kossuth, Štúr, Verne, Edison, etc.

## Sources
- Magyarország családai: Czimerekkel és nemzékrendi táblákkal, Volume 9 Par Iván Nagy, István Friebeisz, Pest, 1862, Hardvard college Library Lien
- Magyar címeres emlékek par Fejérpataky László et Áldásy Antal
- Magyar Heraldikai és Genealogiai Társaság (1901, 1902, 1926) par Fejérpataky László et Áldásy Antal